# Фотокатод
Фотокато́д — отрицательно заряженный электрод (катод) в светочувствительных устройствах, работающих с использованием внешнего фотоэффекта (в частности, в фотоумножителях, фотоэлементах, диссекторах, суперортиконах, фотоэмиссионных рентгеновских трубках, электронно-оптических преобразователях и других вакуумных фотоэлектронных приборах). Фотокатоды изготавливаются из электропроводящих светочувствительных соединений, обычно содержащих такие щелочные металлы как рубидий и цезий, часто с сурьмой. Когда на фотокатод попадает квант света (фотон), энергия которого превышает красную границу фотоэффекта, поглощённая энергия вызывает эмиссию электронов за счет внешнего фотоэффекта.

## Покрытия
Хотя даже простой металлический катод будет проявлять фотоэлектрические свойства, однако его квантовый выход не превышает 0,001 фотоэлектрона на падающий фотон. Специальные покрытия значительно усиливают фотоэффект. Фотокатод обычно состоит из полупроводниковых материалов (в частности, соединений щелочных металлов с сурьмой и/или другими неметаллами), имеющих очень низкую работу выхода. Существуют фотокатоды с отрицательной работой выхода.
Покрытие освобождает электроны гораздо легче, чем металл подложки, что позволяет детектировать даже низкоэнергетичные фотоны инфракрасного излучения. Оптическая система передает излучение от исследуемого объекта на фотокатод, который обычно покрывает часть стеклянной колбы вакуумного фотоэлектрического прибора либо находится на металлической подложке внутри объёма. Фотоны попадают на металл и передают энергию электронам, которые дрейфуют к открытой поверхности фотокатода и выходят в вакуум. Освобожденные электроны затем собираются с помощью электронной оптики на первый динод (в ФЭУ), на анод (в фотоэлементах) и т.п.

## Материалы фотокатодов
1. Ag-O-Cs (серебряно-кислородно-цезиевый), называемый также S-1. Это был первый многокомпонентный материал для фотокатодов; он был разработан в 1929 году. Спектральная чувствительность от 300 нм до 1200 нм. Поскольку Ag-O-Cs имеет более высокий темновой ток, чем современные материалы, фотоэлектронные умножители с этим материалом фотокатода в настоящее время используются только в инфракрасной области с охлаждением.
2. Sb-Cs (сурьмяно-цезиевый, на основе антимонида цезия Cs3Sb) имеет спектральную чувствительность от ультрафиолетового до видимого света (максимум в сине-зелёной области, 420 нм); используется в основном в фотокатодах, работающих в отражательном режиме.
3. Бищелочной (сурьмяно-рубидиево-цезиевый Sb-Rb-Cs, сурьмяно-калиево-цезиевый Sb-K-Cs). Спектральный диапазон подобен Sb-Cs фотокатоду (синяя и зелёная область), но чувствительность выше, а темновой ток ниже. Их чувствительность хорошо подходит к спектрам высвечивания наиболее распространенных сцинтилляционных материалов, поэтому эти фотокатоды часто используются для измерения ионизирующих излучений с помощью сцинтилляционных детекторов. Sb-K-Cs фотокатод более чувствителен, но имеет вдвое более высокий темновой ток по сравнению с Sb-Rb-Cs.
4. Высокотемпературный бищелочной, или низкошумящий бищелочной (натриево-калиево-сурьмяной, Na-K-Sb). Этот материал фотокатода часто используется в скважинном каротаже, поскольку он может работать при температурах до 175 °C. При комнатной температуре этот фотокатод работает с очень низким уровнем темнового тока, что делает его идеальным для приложений, использующих счёт фотонов.
5. Мультищелочной (натриево-калиево-сурьмяно-цезиевый, Na-K-Sb-Cs), называемый также S-20. Мультищелочной фотокатод имеет широкий диапазон спектральной чувствительности от ультрафиолетовой до ближней инфракрасной области. Он часто применяется для широкополосных спектрофотометров и приложений, использующих счёт фотонов. Длинноволновая область чувствительности может быть расширена до 930 нм при специальной активационной обработке фотокатода. Фотокатод состоит из плёнки бищелочного Na-K-Sb, покрытой дипольным поверхностным слоем Cs-Sb или Cs, снижающим работу выхода электрона до нуля или ниже.
6. GaAs (арсенид-галлиевый). Чувствительность этого фотокатода охватывает ещё более широкий спектральный диапазон, чем мультищелочного, от ультрафиолета до 930 нм.
7. InGaAs (арсенид галлия-индия). Характеризуется улучшенной чувствительностью в инфракрасном диапазоне по сравнению с GaAs. Кроме того, в диапазоне от 900 до 1000 нм InGaAs имеет гораздо лучшее отношение сигнал-шум, чем Ag-O-Cs. При изготовлении по специальной технологии этот фотокатод может работать до 1700 нм.
8. Cs-Te, Cs-I (теллурид цезия, иодид цезия). Эти материалы чувствительны к вакуумному и ближнему ультрафиолету, но не к видимому свету. Поэтому они называются солнечно-слепыми. Cs-Te нечувствителен к длинам волн более 320 нм, а Cs-I — более 200 нм. Существуют также солнечно-слепые фотокатоды из K-Br (бромид калия) и Rb-Te (теллурид рубидия)

## Основные характеристики фотокатодов
- Квантовый выход фотоэлектронной эмиссии — количество фотоэлектронов на один поглощённый фотон.
- Интегральная энергетическая чувствительность — отношение фототока к мощности падающего излучения, измеряется в амперах на ватт.
- Интегральная фотометрическая чувствительность — отношение фототока к падающему световому потоку от стандартного источника света (лампа накаливания с вольфрамовой нитью, нагретой до температуры 2850 К), измеряется в амперах на люмен.
- Плотность темнового тока. Измеряется в амперах на кв.см, зависит от температуры.
- Токоустойчивость — максимальная плотность фототока, не приводящая к деградации фотокатода.
- Диапазон рабочих температур